# Automeris juliae
Automeris juliae é uma espécie de mariposa do gênero Automeris, da família Saturniidae.
Sua ocorrência foi registrada no Equador, província de Sucumbíos, rodovia Lumbaqui-Lago Agrio; Bermejo Tecpetrol, a uma altitude de 660 m (0°12.02'N / 77°18.52'W).